# Иванов, Хасан Талибович
Хасан Талибович Иванов (1918—1972) — Герой Советского Союза. Командир роты 133-го стрелкового полка (72-я стрелковая дивизия, 21-я армия, 1-й Украинский фронт), старший лейтенант.

## Биография
Родился в 1918 году в селе Старый Черек, ныне Урванского района Кабардино-Балкарии, в семье свободного крестьянина. По национальности — кабардинец. Член ВКП(б)/КПСС с 1944 года. Окончил среднюю школу, жил в городе Ленинграде.
В 1939 году был призван в Красную Армию. Участник войны с Финляндией 1939−1940 годов. В 1941 году окончил курсы младших лейтенантов.
Участник Великой Отечественной войны с декабря 1941 года. Особо отличился командир роты старший лейтенант Иванов на завершающем этапе войны, в боях при форсировании реки Одер.
24 января 1945 года 5 штурмовая рота 133-го стрелкового полка под командованием старшего лейтенанта Иванова одной из первых преодолела реку Одер в районе города Ополе (Польша) и прочно закрепилась на достигнутом рубеже. Там Иванов получил серьёзное ранение, в результате которого в госпитале ему пришлось ампутировать одну ногу. 
Указом Президиума Верховного Совета СССР от 10 апреля 1945 года за образцовое выполнение боевых заданий командования на фронте борьбы с немецко-фашистскими захватчиками и проявленные при этом мужество и героизм, старшему лейтенанту Иванову Хасану Талибовичу присвоено звание Героя Советского Союза с вручением ордена Ленина и медали «Золотая Звезда» (№ 8723).
С 1946 года — в запасе. Вернулся на родину. 
Инвалид Отечественной войны 1 группы. Согласно сведениям из автобиографии Иванова, с декабря 1945 по апрель 1947 нигде не работал, так как "садиться не мог". В апреле 1947 года устроился на работу директором Кабардинского краеведческого музея. В конце 1948 перешёл на работу уполномоченным Совета по делам религиозных культов при Совете министров СССР по Кабардинской АССР. С середины 1957 года - начальник Управления по охране военных и государственных тайн в печати (Главлит) при Совете министров КБАССР.
Умер 26 февраля 1972 года. Похоронен в Нальчике.

## Награды
- Награждён орденами Ленина и Красной Звезды, и другими медалями.

## Память
- Имя Героя присвоено Старо-Черекской средней школе № 1, возле которой также установлен его бюст.
- Именем Героя названы улицы в городах Нальчик[1] и Нарткала, а также в родном селе Старый Черек.